# Acacia leiocalyx
Acacia leiocalyx là một loài thực vật có hoa trong họ Đậu. Loài này được (Domin) Pedley miêu tả khoa học đầu tiên.

## Hình ảnh

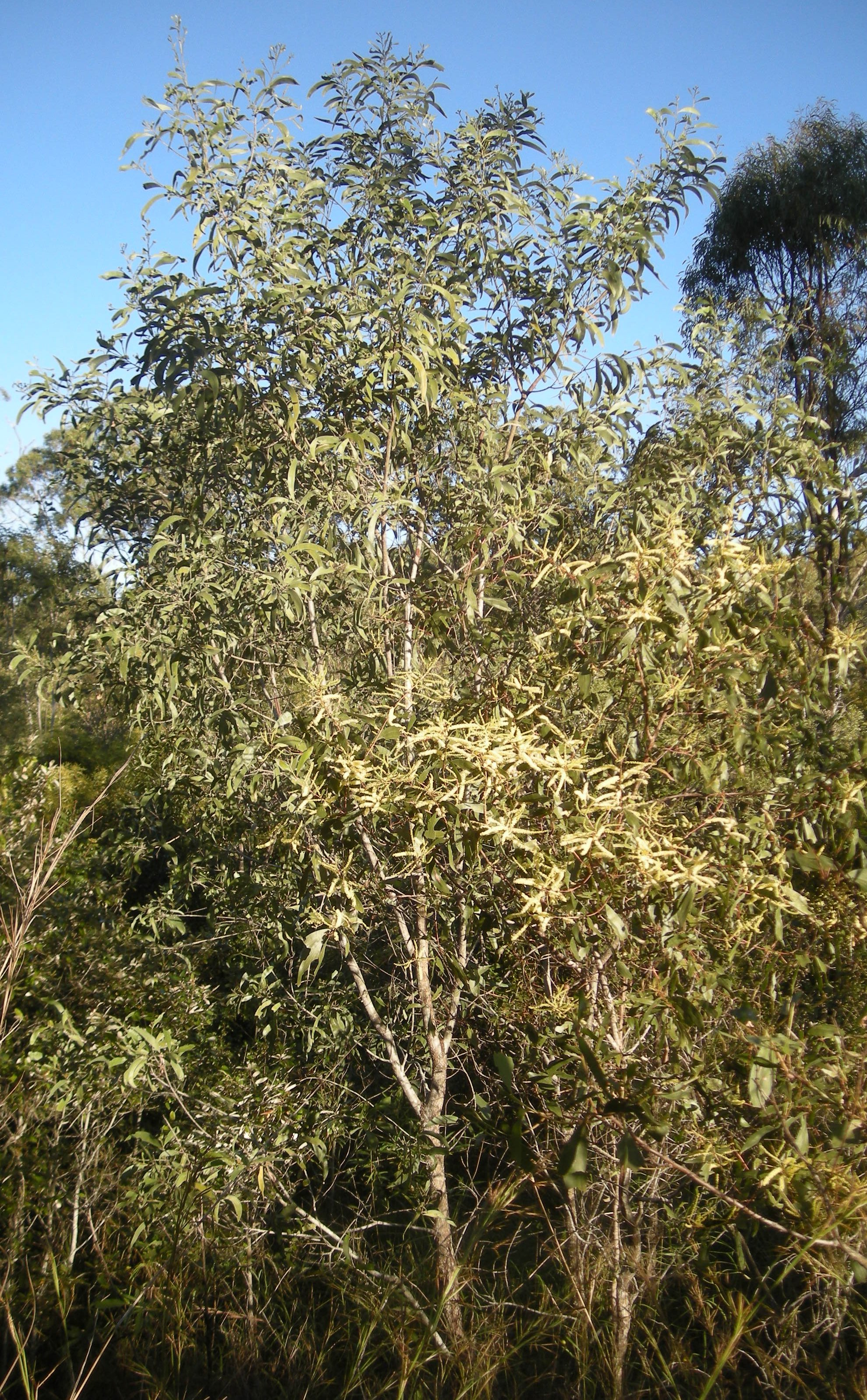